# Casa Na Bolom
Casa Na Bolom var arkæologen Frans Blom og hans hustru dokomentarfotografen og journalisten Gertrude Duby Bloms hjem i San Cristóbal de las Casas i Chiapas, Mexico. I dag fungerer huset som hotel, museum og forskningscenter under navnet Asociación Cultural Na Bolom, en almennyttig organisation med det formål at beskytte lacandon-mayaerne og bevare regnskoven i Chiapas.

## Historie
Frans Blom havde undervist ved Tulane University i New Orleans, og var en af de første der foretog udgravninger i mayabyen Palenque, beliggende omkring 150 kilometer fra San Cristóbal de las Casas. Frans Blom mødte sin fremtidige hustru, Gertrude Duby, en tysk-schweizisk journalist, der deltog i modstandskampen under anden verdenskrig, som var rejst til Chiapas for at begynde et nyt liv, og arbejdende for den mexicanske regering. Duby fotograferede lacandon-mayaerne, som er det eneste mayafolk, der aldrig blev erobrert eller konverteret af spanierne. Regnskoven Selva Lacandona blev fællesnævneren i Frans og Trudi Bloms professionelle og private liv.
Med en lille arv fra Frans mor, købte parret i 1950 en klosterruin i udkanten af San Cristobal de las Casas. De genopbyggede bygningerne omkring den oprindelige gårdhave, og navngav deres nye hjem Casa Na Bolom, hvilket betyder Jaguarens Hus på spansk og maya. "Casa" er spansk for "hus, "na" betyder "hus" på lacandon-maya, og "bolom" er et ordspil på "balum" (eller "b'alum" på nogle mayasprog), som betyder "jaguar" og samtidig en reference til Bloms navn (da "Bolom" og lignende variationer stadig var forholdsvis almindelige maya-efternavne, gik nogle mayer gik ud fra, at det var Bloms navn).
Fra begyndelsen var det Frans drøm at huset skulle fungere som et kulturelt, socialt og videnskabeligt center. Hans private bibliotek, med dets samling af bøger om mayakulturen, var åbent for offentligheden. Hans mayakulturgenstande og Gertrudes dokumentarfotografier blev udstillet i huset. For at skaffe midler til deres ekspeditioner ind i junglen, havde de overnattende gæster i huset. Gæsterne spiste ved et stort, langt bord i spisestuen. Morgenmads- og middagsgæsterne var turister, lokale indbyggere og arkæologer der arbejdede i området. Frans Blom var stolt over, at der til erhvert måltid blev konverseret på mindst tre forskellige sprog. Huset udviklede sig til et lille hotel, som tiltræk notable gæster så som den amerikanske politiker Henry Kissinger og den mexicanske maler Diego Rivera. Der var dog altid reserveret gratis værelser til lacandon-mayaer, der kom til byen af lægelige årsager.
I 1970'erne blev Trudi Blom miljøaktivist, fordi hun var alvorligt bekymret over ødelæggelsen af junglen. I 1975 udvidede hun Casa Na Boloms muromkransede have med El Vivero, en træplanteskole, der i dag leverer gratis træer til genskovning i Chiapas.
Selv om Casa Na Bolom var Frans Blom drøm, blev den daglige drift Trudi Bloms ansvar. I fyrre år brugte hun størstedelen af sin tid på pengeindsamling, artikelskrivning og som leder af de ansatte, hvoraf mange var unge frivillige fra hele verden, mens der ikke blev megen tid til overs til ekspeditioner ind i junglen. I slutningen af 1980'erne, på opfording af borgere fra Chiapas, som værdsatte hendes arbejde og ønskede at sikre Casa Na Bolom fremtid, dannede Trudi Blot Asociación Cultural Na Bolom A.C., hvis bestyrelse i dag har ansvaret for husets drift.

## Nutiden
Huset besøges stadig af gæster, der konverserer på mange forskellige sprog ved Casa Na Boloms lange spisebord. Mayaindianere sælger deres vægtæpper fra den skyggefulde gårdhave. Stierne i haven bag huset er markeret med de mezcal-spiritusflasker, hvis indhold Trudi beskyldte for at være årsagen til Frans Bloms død. Lacandonerne kommer stadig for at bo i huset. Blom-parrets adoptivdatter Dona Betty passer køkkenet. Parrets adopterede lancandonsøn, Kayum, bor ofte i huset sammen med sin familie. Asociación Cultural Na Bolom A.C. søger at forevige Frans og Trudi Blom, ved at sponsere et nyhedsbrev, kunstudstillinger, koncerter, udstillinger og andre begivender og projekter, til støtte for lacandon-mayaerne og junglen.

## Ekstern kilde/henvisning
- Asociación Cultural Na Boloms hjemmeside(på spansk og engelsk) Arkiveret 2. april 2006 hos  Wayback Machine

16°44′30″N 92°37′47″V / 16.741633°N 92.6298°V